# Claude Berlié
Claude Berlié est un homme politique français né le 3 mai 1850 à Monthieux (Ain) et décédé le 28 août 1926 à Lyon (Rhône).
Industriel dans la métallurgie, il se spécialise dans la fonderie de bronze d'art et dans les accessoires d'ameublement. Il est député du Rhône de 1910 à 1914, inscrit au groupe Radical-socialiste.

## Source
- « Claude Berlié », dans le Dictionnaire des parlementaires français (1889-1940), sous la direction de Jean Jolly, PUF, 1960 [détail de l’édition]